# Selección de baloncesto de la Unión Soviética
La selección de baloncesto de la Unión Soviética (en ruso: сбо́рная СССР по баскетболу) fue el equipo formado por jugadores de nacionalidad soviética que representaba a la Federación Soviética de Baloncesto en las competiciones internacionales organizadas por la Federación Internacional de Baloncesto (FIBA) o el Comité Olímpico Internacional (COI): los Juegos Olímpicos, la Copa Mundial de Baloncesto y el EuroBasket.
La selección soviética está considerada la segunda mejor selección de la historia del baloncesto por el número de medallas conseguidas en Juegos Olímpicos, Mundiales y Campeonatos de Europa, tan solo por detrás de la selección de Estados Unidos.
La disolución de la Unión Soviética en 1991 provocó la extinción de la selección de la Unión Soviética. Cada uno de los estados resultantes de la desmembración de la Unión Soviética formó su propia selección, surgiendo las selecciones de Rusia, Lituania, Letonia, Estonia o Ucrania, por citar solo las más relevantes.
La última participación internacional de la selección soviética tuvo lugar en el Campeonato Mundial de Baloncesto de 1990, disputado en Argentina, en la que logró la medalla de plata.

## Historia

### EuroBasket 1947
Los soviéticos compitieron por primera vez en el campeonato europeo en el Eurobasket de 1947. Rápidamente establecieron su dominio en el campo europeo, ganando los dos juegos de la ronda preliminar, los tres juegos de la ronda semifinal y el partido por el campeonato contra Checoslovaquia, medallista de oro defensor. Los soviéticos superaron a sus oponentes por un total de 126 puntos en sus 6 victorias, un margen de victoria promedio de 21 puntos.

### EuroBasket 1951
Después de negarse a albergar el EuroBasket 1949 como era lo que FIBA Europa esperaba de la Unión Soviética y saltarse el torneo por completo, los soviéticos regresaron a los campeonatos europeos en el EuroBasket 1951. Dominaron las primeras partes del torneo, superando a sus oponentes 312-117 en sus cuatro victorias en la ronda preliminar. Los tres partidos de la ronda semifinal también plantearon pocos problemas para el equipo soviético, ya que lo más cerca que estuvo un oponente fue el equipo checoslovaco perdiendo por sólo 16. En el primer juego de la ronda final, que fue esencialmente un juego semifinal, los soviéticos derrotaron Bulgaria 72–54 para avanzar al partido de campeonato, una revancha contra Checoslovaquia.
En ese partido, el equipo soviético enfrentó su primera prueba verdaderamente reñida en el juego europeo. El soviético Ilmar Kullam rompió un empate 44-44 desde la línea de tiros libres faltando 1 segundo en el reloj para darle a los soviéticos una victoria por 45-44. Sin embargo, incluso esto se puso en duda, ya que uno de los árbitros inicialmente señaló que Kullam había pisado la línea de tiros libres durante el tiro y que por lo tanto se anularía el punto. Sin embargo, tras consultar con otro árbitro, se confirmó el tiro libre y los soviéticos ganaron su segundo campeonato europeo.

### EuroBasket 1953
Los soviéticos mantuvieron su dominio en el EuroBasket de 1953, que organizaron en Moscú. No tuvieron problemas en una ronda preliminar de 3-0 que incluyó una masacre de Dinamarca por 104 puntos. Una ronda final de ocho equipos también planteó pocas dificultades para el equipo, siendo la más cercana de las 7 victorias un 29-24 contra Hungría, mientras los soviéticos extendieron su racha a 3 campeonatos con 25 victorias y ninguna derrota.

### EuroBasket 1955
A través de cuatro juegos de la ronda preliminar y los primeros tres juegos de la ronda final, los soviéticos extendieron su racha ganadora a 31 juegos. Cuando quedaban cuatro partidos en el último round robin del EuroBasket de 1955, los soviéticos se enfrentaban a la molesta selección de Checoslovaquia, que hasta el momento había estado más cerca de derrotar a la Unión Soviética, en 1951. Checoslovaquia, sin embargo, ya había perdido dos veces en la ronda, y tenía un récord de 1-2 frente al 3-0 de los soviéticos al comenzar el juego.
En un resultado impactante, el marcador final 81-74 no favoreció a la Unión Soviética. Lo hicieron una vez más antes de que terminara el torneo, perdiendo ante Hungría en un partido que esencialmente determinó la medalla de oro a pesar de ser sólo el sexto de siete partidos que jugó cada equipo. El récord de 5-2 de los soviéticos en la ronda igualó al de Checoslovaquia, y los soviéticos terminaron con sólo una medalla de bronce.

### EuroBasket 1957
Dos años más tarde, en el EuroBasket de 1957 en Sofía, los soviéticos volvieron a la forma. Ganaron sus tres juegos de la ronda preliminar y luego sus siete juegos de la ronda final, incluido un emocionante partido final del round robin contra los igualmente invictos anfitriones Bulgaria. Los soviéticos perdían por 23-19 en el entretiempo, pero se recuperaron y lograron una victoria por 60-57 para llevarse su cuarto campeonato europeo.

## Plantilla
- Lista de jugadores convocados que disputaron el Campeonato Mundial de Baloncesto de 1990.

| Unión Soviética             | Unión Soviética      | Unión Soviética | Unión Soviética | Unión Soviética | Unión Soviética |
| Num                         | Jugador              | Pos             | Altura          | Edad            | Equipo          |
| --------------------------- | -------------------- | --------------- | --------------- | --------------- | --------------- |
| 4                           | Andréi Lopátov       | AP              | 2,05 m          | 33              | CSKA Moscú      |
| 5                           | Gundars Vētra        | A               | 1,98 m          | 23              | VEF Riga        |
| 6                           | Tiit Sokk            | B               | 1,91 m          | 26              | Tallinna Kalev  |
| 7                           | Valeri Tijonenko     | AP              | 2,07 m          | 26              | SKA Alma Ata    |
| 8                           | Aleksandr Vólkov     | AP              | 2,08 m          | 26              | Atlanta Hawks   |
| 9                           | Aleksandr Belostenny | P               | 2,14 m          | 31              | BC Budivelnyk   |
| 10                          | Víktor Berezhnói     | E               | 2,03 m          | 29              | CSKA Moscú      |
| 11                          | Oleg Meleshchenko    | A               | 1,90 m          | 23              | Dinamo Moscú    |
| 12                          | Serguéi Bazarévich   | B               | 1,88 m          | 25              | Dinamo Moscú    |
| 13                          | Dmitri Sújarev       | P               | 2,08 m          | 30              | Dinamo Moscú    |
| 14                          | Valeri Koroliov      | B               | 2,12 m          | 25              | BC Budivelnyk   |
| 15                          | Arvydas Sabonis      | P               | 2,21 m          | 26              | Real Madrid     |
| Entrenador: Vladas Garastas |                      |                 |                 |                 |                 |

## Plantillas anteriores
- EuroBasket 1947: finalizó 1°  de 14 equipos.

Nodar Dzhordzhikia, Heino Kruus, Aleksandr Moiséyev, Justinas Lagunavičius, Yuri Ózerov, Kazys Petkevičius, Maigonis Valdmanis, Víktor Vlásov, Stasys Stonkus, Sergey Tarásov, Otar Korkia. Entrenador: Stepán Spandarián
- EuroBasket 1951: finalizó 1°  de 17 equipos.

Stepas Butautas, Otar Korkia, Joann Lõssov, Anatoli Kónev, Ilmar Kullam, Anatoli Bélov, Heino Kruus, Aleksandr Moiséyev, Justinas Lagunavičius, Vasili Kolpakov, Yuri Larionov, Oleg Mamontov, Evgeni Nikitin, Viktor Vlásov. Entrenador: Stepán Spandarián
- Juegos Olímpicos 1952: finalizó 2°  de 23 equipos.

Stepas Butautas, Nodar Dzhordzhikia, Anatoli Kónev, Otar Korkia, Heino Kruus, Ilmar Kullam, Justinas Lagunavičius, Joann Lõssov, Aleksandr Moiséyev, Yuri Ózerov, Kazys Petkevičius, Stasys Stonkus, Maigonis Valdmanis, Víktor Vlásov. Entrenador: Stepán Spandarián
- EuroBasket 1953: finalizó 1°  de 17 equipos.

Stepas Butautas, Otar Korkia, Armenak Alachachian, Ilmar Kullam, Anatoli Kónev, Heino Kruus, Aleksandr Moiséyev, Yuri Ózerov, Víktor Vlásov, Justinas Lagunavičius, Algirdas Lauritėnas, Kazys Petkevičius, Lev Reshetnikov, Gunars Silins. Entrenador: Konstantin Travin
- EuroBasket 1955: finalizó 3°  de 18 equipos.

Otar Korkia, Anatoli Kónev, Aleksandr Moiséyev, Yuri Ózerov, Víktor Vlásov, Kazys Petkevičius, Algirdas Lauritėnas, Arkadi Bochkariov, Mijaíl Semiónov, Stasys Stonkus, Vladímir Torbán, Mart Laga, Lev Reshetnikov, Gunars Silins. Entrenador: Konstantin Travin
- Juegos Olímpicos 1956: finalizó 2°  de 15 equipos.

Jānis Krūmiņš, Víktor Zubkov, Valdis Muižnieks, Maigonis Valdmanis, Arkadi Bochkariov, Mijaíl Semiónov, Yuri Ózerov, Kazys Petkevičius, Algirdas Lauritėnas, Vladímir Torbán, Stanislovas Stonkus, Mijaíl Studenetski. Entrenador: Stepán Spandarián
- EuroBasket 1957: finalizó 1°  de 16 equipos.

Víktor Zubkov, Valdis Muižnieks, Maigonis Valdmanis, Guram Minaschvili, Arkadi Bochkariov, Mijaíl Semiónov, Yuri Ózerov, Vladímir Torbán, Algirdas Lauritėnas, Mart Laga, Stasys Stonkus, Mijaíl Studenetski. Entrenador: Stepán Spandarián
- EuroBasket 1959: finalizó 1°  de 17 equipos.

Jānis Krūmiņš, Guennadi Volnov, Víktor Zubkov, Valdis Muižnieks, Maigonis Valdmanis, Arkadi Bochkariov, Yuri Kornéyev, Guram Minaschvili, Mijaíl Semiónov, Aleksandr Petrov, Mijaíl Studenetski, Vladímir Torbán. Entrenador: Stepán Spandarián
- Campeonato Mundial 1959: finalizó 6° de 13 equipos.

Jānis Krūmiņš, Víktor Zubkov, Valdis Muiznieks, Maigonis Valdmanis, Guram Minaschvili, Mijaíl Semiónov, Arkadi Bochkariov, Yuri Kornéyev, Yuri Ózerov, Vladímir Torbán, Oleg Kutuzov, Guram Abashidze. Entrenador: Stepán Spandarián
- Juegos Olímpicos 1960: finalizó 2°  de 16 equipos.

Jānis Krūmiņš, Guennadi Volnov, Víktor Zubkov, Valdis Muižnieks, Maigonis Valdmanis, Vladímir Ugrejelidze, Guram Minaschvili, Mijaíl Semiónov, Yuri Kornéyev, Aleksandr Petrov, Cezars Ozers, Albert Valtin. Entrenador: Stepán Spandarián
- EuroBasket 1961: finalizó 1°  de 19 equipos.

Jānis Krūmiņš, Guennadi Volnov, Víktor Zubkov, Valdis Muižnieks, Maigonis Valdmanis, Armenak Alachachian, Yuri Kornéyev, Vladímir Ugrejelidze, Aleksandr Petrov, Aleksandr Kandel, Viacheslav Novikov, Albert Valtin. Entrenador: Aleksandr Gómelski
- EuroBasket 1963: finalizó 1°  de 16 equipos.

Jānis Krūmiņš, Guennadi Volnov, Jaak Lipso, Armenak Alachachian, Guram Minaschvili, Tonno Lepmets, Viacheslav Jrynin, Aleksandr Travin, Aleksandr Petrov, Juris Kalniņš, Vadym Hladun, Olgerts Jurgensons. Entrenador: Aleksandr Gómelski
- Campeonato Mundial 1963: finalizó 3°  de 13 equipos.

Guennadi Volnov, Víktor Zubkov, Vladímir Ugrejelidze, Guram Minaschvili, Juris Kalniņš, Yuri Kornéyev, Aleksandr Petrov, Anzor Lezhava, Aleksandr Travin, Viacheslav Jrynin, Leonid Ivanov, Vadym Hladun. Entrenador: Aleksandr Gómelski
- Juegos Olímpicos 1964: finalizó 2°  de 16 equipos.

Jānis Krūmiņš, Guennadi Volnov, Jaak Lipso, Armenak Alachachian, Valdis Muižnieks, Yuri Kornéyev, Juris Kalniņš, Aleksandr Petrov, Aleksandr Travin, Viacheslav Jrynin, Levan Moseshvili, Nikolái Bagléi. Entrenador: Aleksandr Gómelski
- EuroBasket 1965: finalizó 1°  de 16 equipos.

Guennadi Volnov, Jaak Lipso, Modestas Paulauskas, Armenak Alachachian, Aleksandr Petrov, Zurab Sakandelidze, Aleksandr Travin, Viacheslav Jrynin, Visvaldis Eglitis, Nikolái Bagléi, Nikolái Sushak, Amiran Sjiereli. Entrenador: Aleksandr Gómelski
- EuroBasket 1967: finalizó 1°  de 16 equipos.

Serguéi Belov, Guennadi Volnov, Modestas Paulauskas, Jaak Lipso, Anatoli Polivoda, Priit Tomson, Tonno Lepmets, Alzhan Zharmujamedov, Vladímir Andréyev, Zurab Sakandelidze, Yuri Selijov, Anatoli Krikun. Entrenador: Aleksandr Gómelski
- Campeonato Mundial 1967: finalizó 1°  de 13 equipos.

Serguéi Belov, Guennadi Volnov, Jaak Lipso, Modestas Paulauskas, Priit Tomson, Anatoli Polivoda, Vladímir Andréyev, Zurab Sakandelidze, Aleksandr Travin, Yuri Selijov, Rudolf Nesterov, Guennadi Chechuro. Entrenador: Aleksandr Gómelski
- Juegos Olímpicos 1968: finalizó 3°  de 16 equipos.

Serguéi Belov, Guennadi Volnov, Jaak Lipso, Modestas Paulauskas, Priit Tomson, Anatoli Polivoda, Vladímir Andréyev, Zurab Sakandelidze, Jurij Selichov, Anatoli Krikun, Serguéi Kovalenko, Vadim Kapranov. Entrenador: Aleksandr Gómelski
- EuroBasket 1969: finalizó 1°  de 12 equipos.

Serguéi Belov, Aleksandr Belov, Guennadi Volnov, Modestas Paulauskas, Priit Tomson, Vladímir Andréyev, Anatoli Polivoda, Zurab Sakandelidze, Aleksandr Boloshev, Serguéi Kovalenko, Aleksandr Kulkov, Vitali Zastujov. Entrenador: Aleksandr Gómelski
- Campeonato Mundial 1970: finalizó 3°  de 13 equipos.

Serguéi Belov, Aleksandr Belov, Jaak Lipso, Modestas Paulauskas, Vladímir Andréyev, Alzhan Zharmujamedov, Priit Tomson, Aleksandr Sidjakin, Zurab Sakandelidze, Serguéi Kovalenko, Anatoli Krikun, Vitali Zastujov. Entrenador: Aleksandr Gómelski
- EuroBasket 1971: finalizó 1°  de 12 equipos.

Serguéi Belov, Aleksandr Belov, Modestas Paulauskas, Vladímir Andréyev, Priit Tomson, Ivan Edeshko, Alzhan Zharmujamedov, Anatoli Polivoda, Zurab Sakandelidze, Mijaíl Korkia, Aleksandr Boloshev, Aleksei Tammiste. Entrenador: Vladimir Kondrašin
- Juegos Olímpicos 1972: finalizó 1°  de 16 equipos.

Serguéi Belov, Aleksandr Belov, Guennadi Volnov, Modestas Paulauskas, Ivan Edeshko, Alzhan Zharmujamedov, Anatoli Polivoda, Zurab Sakandelidze, Aleksandr Boloshev, Mijaíl Korkia, Serguéi Kovalenko, Iván Dvorni. Entrenador: Vladimir Kondrašin
- EuroBasket 1973: finalizó 3°  de 12 equipos.

Serguéi Belov, Modestas Paulauskas, Zurab Sakandelidze, Aleksandr Boloshev, Anatoli Myshkin, Ivan Edeshko, Valeri Milosérdov, Yevgueni Kovalenko, Serguéi Kovalenko, Yuri Pávlov, Jaak Salumets, Nikolái Djachenko. Entrenador: Vladimir Kondrašin
- Campeonato Mundial 1974: finalizó 1°  de 14 equipos.

Serguéi Belov, Aleksandr Belov, Modestas Paulauskas, Priit Tomson, Ivan Edeshko, Aleksandr Boloshev, Valeri Milosérdov, Aleksandr Bolshakov, Vladimir Zhigili, Yuri Pávlov, Aleksandr Sálnikov, Aleksandr Jarchenkov. Entrenador: Vladimir Kondrašin
- EuroBasket 1975: finalizó 2°  de 12 equipos.

Serguéi Belov, Aleksandr Belov, Alzhan Zharmujamedov, Aleksandr Sidjakin, Ivan Edeshko, Mijaíl Korkia, Aleksandr Boloshev, Aleksandr Bolshakov, Yuri Pávlov, Valeri Milosérdov, Vladimir Zhigili, Aleksandr Sálnikov. Entrenador: Vladimir Kondrašin
- Juegos Olímpicos 1976: finalizó 3°  de 12 equipos.

Serguéi Belov, Aleksandr Belov, Alzhan Zharmujamedov, Valeri Milosérdov, Mijaíl Korkia, Vladimir Zhigili, Ivan Edeshko, Vladímir Tkachenko, Anatoli Myshkin, Aleksandr Sálnikov, Vladímir Arzamáskov, Andréi Makéyev. Entrenador: Vladimir Kondrašin
- EuroBasket 1977: finalizó 2°  de 12 equipos.

Serguéi Belov, Anatoli Myshkin, Vladímir Tkachenko, Mijaíl Korkia, Valeri Milosérdov, Aleksandr Belostenny, Stanislav Yeriomin, Vladimir Zhigili, Aleksandr Sálnikov, Vladímir Arzamaskov, Víktor Petrakov, Aleksandr Jarchenkov. Entrenador: Aleksandr Gómelski
- Campeonato Mundial 1978: finalizó 2°  de 14 equipos.

Serguéi Belov, Anatoli Myshkin, Vladímir Tkachenko, Ivan Edeshko, Aleksandr Belostenny, Alzhan Zharmujamedov, Vladimir Zhigili, Stanislav Yeriomin, Aleksandr Boloshev, Sergėjus Jovaiša, Aleksandr Sálnikov, Andréi Lopátov. Entrenador: Aleksandr Gómelski
- EuroBasket 1979: finalizó 1°  de 12 equipos.

Serguéi Belov, Anatoli Myshkin, Vladímir Tkachenko, Ivan Edeshko, Aleksandr Belostenny, Stanislav Yeriomin, Alzhan Zharmujamedov, Vladimir Zhigili, Serguéi Tarakánov, Valdemaras Chomičius, Aleksandr Sálnikov, Andréi Lopátov. Entrenador: Aleksandr Gómelski
- Juegos Olímpicos 1980: finalizó 3°  de 12 equipos.

Serguéi Belov, Anatoli Myshkin, Vladímir Tkachenko, Aleksandr Belostenny, Stanislav Yeriomin, Serguéi Tarakánov, Sergėjus Jovaiša, Vladimir Zhigili, Valeri Milosérdov, Aleksandr Sálnikov, Andréi Lopátov, Nikolai Derugin. Entrenador: Aleksandr Gómelski
- EuroBasket 1981: finalizó 1°  de 12 equipos.

Valdis Valters, Anatoli Myshkin, Vladímir Tkachenko, Sergėjus Jovaiša, Aleksandr Belostenny, Stanislav Yeriomin, Serguéi Tarakánov, Aleksandr Sálnikov, Andréi Lopátov, Nikolai Derugin, Gennadi Kapustin, Nikolái Fesenko. Entrenador: Aleksandr Gómelski
- Campeonato Mundial 1982: finalizó 1°  de 13 equipos.

Valdis Valters, Anatoli Myshkin, Vladímir Tkachenko, Arvydas Sabonis, Sergėjus Jovaiša, Valdemaras Chomičius, Aleksandr Belostenny, Stanislav Yeriomin, Serguéi Tarakánov, Heino Enden, Andréi Lopátov, Nikolai Derugin. Entrenador: Aleksandr Gómelski
- EuroBasket 1983: finalizó 3°  de 12 equipos.

Valdis Valters, Anatoli Myshkin, Arvydas Sabonis, Aleksandr Belostenny, Sergėjus Jovaiša, Valdemaras Chomičius, Stanislav Yeriomin, Serguéi Tarakánov, Heino Enden, Nikolai Derugin, Andréi Lopátov, Víktor Pankrashkin. Entrenador: Aleksandr Gómelski
- EuroBasket 1985: finalizó 1°  de 12 equipos.

Arvydas Sabonis, Valdis Valters, Aleksandr Volkov, Vladímir Tkachenko, Aleksandr Belostenny, Serguéi Tarakánov, Sergėjus Jovaiša, Rimas Kurtinaitis, Valdemaras Chomičius, Valeri Tijonenko, Heino Enden, Andréi Lopátov. Entrenador: Vladimir Obukhov
- Campeonato Mundial 1986: finalizó 2°  de 24 equipos.

Arvydas Sabonis, Valdis Valters, Aleksandr Volkov, Vladímir Tkachenko, Tiit Sokk, Aleksandr Belostenny, Rimas Kurtinaitis, Valdemaras Chomičius, Serguéi Tarakánov, Valeri Tijonenko, Serguéi Grisháyev, Andris Jēkabsons. Entrenador: Vladimir Obukhov
- EuroBasket 1987: finalizó 1°  de 12 equipos.

Aleksandr Volkov, Valdis Valters, Vladímir Tkachenko, Valeri Tijonenko, Šarūnas Marčiulionis, Sergėjus Jovaiša, Valdemaras Chomičius, Serguéi Tarakánov, Serguéi Babenko, Heino Enden, Víktor Pankrashkin, Valeri Goborov. Entrenador: Aleksandr Gómelski
- Juegos Olímpicos 1988: finalizó 1°  de 12 equipos.

Arvydas Sabonis, Aleksandr Volkov, Šarūnas Marčiulionis, Tiit Sokk, Valeri Tijonenko, Aleksandr Belostenny, Serguéi Tarakánov, Rimas Kurtinaitis, Valdemaras Chomičius, Igors Miglinieks, Víktor Pankrashkin, Valeri Goborov. Entrenador: Aleksandr Gómelski
- EuroBasket 1989: finalizó 3°  de 8 equipos.

Arvydas Sabonis, Aleksandr Volkov, Šarūnas Marčiulionis, Tiit Sokk, Valeri Tijonenko, Aleksandr Belostenny, Rimas Kurtinaitis, Valdemaras Chomičius, Gundars Vētra, Valeri Goborov, Víktor Berezhnói, Elshad Gadashev. Entrenador: Vladas Garastas
- Campeonato Mundial 1990: finalizó 2°  de 16 equipos.

Aleksandr Volkov, Valeri Tijonenko, Tiit Sokk, Aleksandr Belostenny, Serguéi Bazarévich, Gundars Vētra, Andréi Lopátov, Víktor Berezhnói, Oleg Meleshchenko, Dmitri Sújarev, Valerij Koroliov, Ihor Pinčuk. Entrenador: Vladas Garastas
- Juegos Olímpicos 1992: finalizó 4° de 12 equipos.

Aleksandr Volkov, Valeri Tijonenko, Aleksandr Belostenny, Serguéi Bazarévich, Igors Miglinieks, Gundars Vētra, Serguéi Panov, Víktor Berezhnói, Vitali Nósov, Dmitri Sújarev, Elshad Gadashev, Vladímir Gorin. Entrenador: Yuri Selijov

## Datos y estadísticas

### Líderes de medallas

#### Juegos Olímpicos
| Jugador              | Oro            | Plata                                                  | Bronce                                                    | Total |
| -------------------- | -------------- | ------------------------------------------------------ | --------------------------------------------------------- | ----- |
| Guennadi Volnov      | Medalla de oro | Medalla de plata · Medalla de plata                    | Medalla de bronce                                         | 4     |
| Serguéi Belov        | Medalla de oro |                                                        | Medalla de bronce · Medalla de bronce · Medalla de bronce | 4     |
| Rimas Kurtinaitis    | Medalla de oro |                                                        | Medalla de bronce · Medalla de bronce                     | 3     |
| Arvydas Sabonis      | Medalla de oro |                                                        | Medalla de bronce · Medalla de bronce                     | 3     |
| Šarūnas Marčiulionis | Medalla de oro |                                                        | Medalla de bronce · Medalla de bronce                     | 3     |
| Maigonis Valdmanis   |                | Medalla de plata · Medalla de plata · Medalla de plata |                                                           | 3     |
| Valdis Muižnieks     |                | Medalla de plata · Medalla de plata · Medalla de plata |                                                           | 3     |

## Historial

### Copa Mundial
Resultado General: 4.º puesto
| Copa Mundial de Baloncesto |
| --- |
| - 1950: No calificó - 1954: No calificó - 1959: 6° Lugar - 1963: - 1967: - 1970: - 1974: - 1978: - 1982: - 1986: - 1990: - 1994: No calificó - 1998: No calificó - 2002: No calificó - 2006: No calificó - 2010: No calificó - 2014: No calificó - 2019: No calificó - 2023: No calificó - 2027: TBD |

### Juegos Olímpicos
| Baloncesto en los Juegos Olímpicos |
| --- |
| - Berlín 1936: No calificó - Londres 1948: No calificó - Helsinki 1952: - Melbourne 1956: - Roma 1960: - Tokio 1964: - México 1968: - Múnich 1972: - Montreal 1976: - Moscú 1980: - Los Ángeles 1984: No calificó - Seúl 1988: - Barcelona 1992: 4° Lugar - Atlanta 1996: No calificó - Sídney 2000: No calificó - Atenas 2004: No calificó - Pekín 2008: No calificó - Londres 2012: No calificó - Río 2016: No calificó - Tokio 2020: No calificó - París 2024: No calificó |

### EuroBasket
| EuroBasket |
| --- |
| - 1935: No participó - 1937: No participó - 1939: No participó - 1946: No participó - 1947: - 1949: No participó - 1951: - 1953: - 1955: - 1957: - 1959: - 1961: - 1963: - 1965: - 1967: - 1969: - 1971: - 1973: - 1975: - 1977: - 1979: - 1981: - 1983: - 1985: - 1987: - 1989: - 1991: No participó - 1993: No participó - 1995: No participó - 1997: No participó - 1999: No participó - 2001: No participó - 2003: No participó - 2005: No participó - 2007: No participó - 2009: No participó - 2011: No participó - 2013: No participó - 2015: No participó - 2017: No participó - 2022: No participó - 2025: TBD |

## Palmarés
- Copa Mundial de Baloncesto:
  -   Campeón (3): 1967, 1974, 1982
  -  Subcampeón (3): 1978, 1986, 1990
  -  Tercer lugar (2): 1963, 1970

- Juegos Olímpicos:
  -   Campeón (2): 1972, 1988
  -  Subcampeón (4): 1952, 1956, 1960, 1964
  -  Tercer lugar (3): 1968, 1976, 1980

- EuroBasket:
  -   Campeón (14): 1947, 1951, 1953, 1957, 1959, 1961, 1963, 1965, 1967, 1969, 1971, 1979, 1981, 1985
  -  Subcampeón (3): 1975, 1977, 1987
  -  Tercer lugar (4): 1955, 1973, 1983, 1989

- Preolímpico Europeo de Baloncesto:
  -   Campeón (2): 1984, 1988